# Phare Ágios Nikólaos
Pour les articles homonymes, voir Agios Nikolaos.
Le phare Ágios Nikólaos, également appelé  Phare Ormos Ayiou Nikolaou est situé dans le port de Vourkarió, sur l'île de Kéa dans les Cyclades en Grèce. Construit par une compagnie française, il est achevé en 1831. Il s'agit de l'un des deux premiers phares du réseau des phares créé en Grèce.

## Caractéristiques
Le phare est une tour carrée, au-dessus de la maison du gardien, dont la lanterne est blanche et le dôme de celle-ci de couleur verte. Il s'élève à 32 mètres au-dessus de la mer Égée.  La chapelle Ágios Nikólaos (Saint Nicolas) est accolée au phare.

## Codes internationaux
- ARLHS[2] : GRE-050
- NGA : 15628
- Admiralty[3] : E 4212

## Source
(en) [PDF] List of lights radio aids and fog signals - 2011 - The west coasts of Europe and Africa, the mediterranean sea, black sea an Azovskoye more (sea of Azov) (la liste des phares de l'Europe, selon la National Geospatial - Intelligence Agency)- Version 2011 - National Geospatial - Intelligence Agency - p. 271